# Syzygium concinnum
Syzygium concinnum är en myrtenväxtart som först beskrevs av Albert Charles Smith, och fick sitt nu gällande namn av Lyndley Alan Craven och Edward Sturt Biffin. Syzygium concinnum ingår i släktet Syzygium och familjen myrtenväxter. Inga underarter finns listade i Catalogue of Life.